# Amanitekha
Amanitekha núbiai kusita uralkodó volt a meroéi korszakban, valószínűleg az i. e. 3. század közepén. Kizárólag meroéi piramisáról (Beg. N 4) ismert; ő volt az első király, akit a meroéi északi temetőben temettek el. A kisméretű piramishoz csak két föld alatti kamra tartozik, nem három, mint az szokásos volt. A sír és kápolnájának díszítése is rossz állapotban maradt fenn. Amanitekha nevét a piramiskápolna déli falának kőtömbjein említik. Uralkodói neve, a Menibré csak részben maradt fenn, így más olvasatok is lehetségesek.

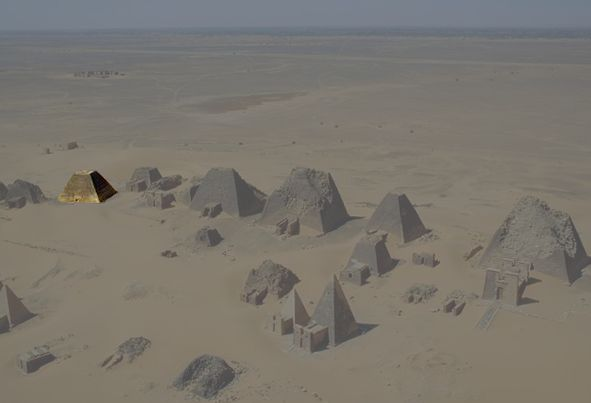
Meroéi piramisok, Amanitekháé kiemelve
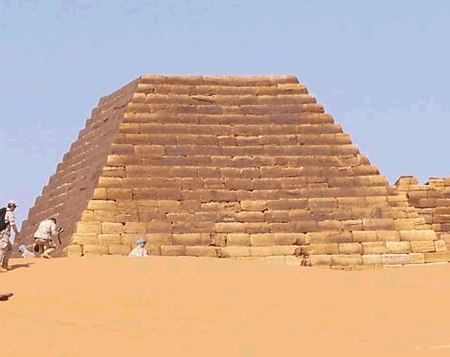
Az N4 piramis

## Fordítás
- Ez a szócikk részben vagy egészben  az   Amanitecha című német Wikipédia-szócikk ezen változatának fordításán alapul.  Az eredeti cikk szerkesztőit annak laptörténete sorolja fel. Ez a jelzés csupán a megfogalmazás eredetét és a szerzői jogokat jelzi, nem szolgál a cikkben szereplő információk forrásmegjelöléseként.